# جيمس هيث
جيمس هيث (بالإنجليزية: James P. Heath)‏ (و. 1777 – 1854 م) هو سياسي من الولايات المتحدة الأمريكية .
وهو عضو في الحزب الديمقراطي الأمريكي .